# Самсун
Самсун (тур. Samsun) такође Сампсунда (грч. Σαμψούντα) је град у Турској у вилајету Самсун. Према процени из 2009. у граду је живело 463.499 становника.

## Становништво
Према процени, у граду је 2009. живело 463.499 становника.
| 1990.   | 2000.   |
| ------- | ------- |
| 322.982 | 388.509 |